# Тукан-ариель
Тукан-ариель (лат. Ramphastos vitellinus) — вид птиц из семейства тукановых (Ramphastidae). Распространены на Тринидаде и в Южной Америке, где ареал простирается с севера на юг до южной части Бразилии и центральной части Боливии.

## Описание

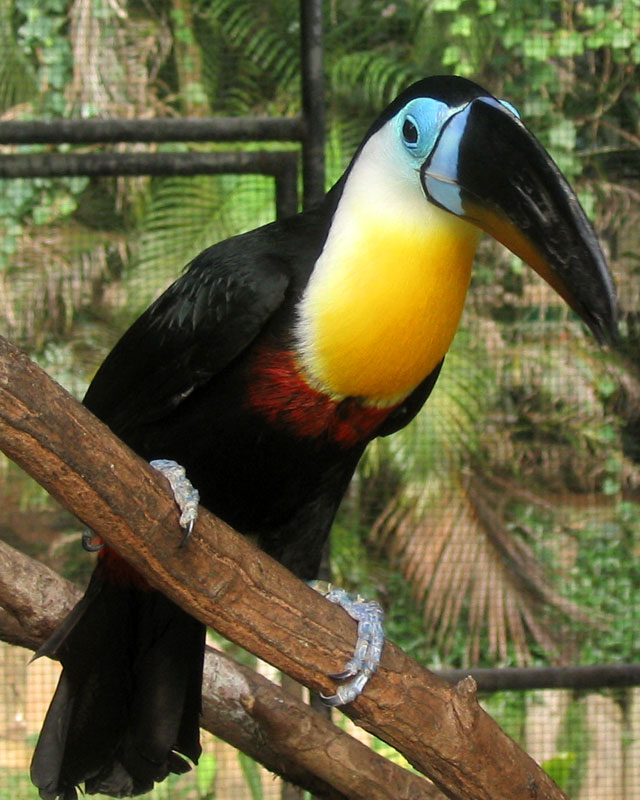
R. v. vitellinus в вольере

Ярко окрашенная птица с большим клювом. Обычная длина 48 см, клюв 9—14 см, масса 300—430 г.
Обитают в лесах. Питаются фруктами, насекомыми, мелкими рептилиями, яйцами и лягушками. Оба родителя участвуют во взращивании потомства. Яйца белые. Птенцы начинают покидать гнездо через 40—50 дней.

## Классификация
В виде выделяют три подвида:
- Ramphastos vitellinus culminatus Gould, 1833
- Ramphastos vitellinus vitellinus Lichtenstein, 1823
- Ramphastos vitellinus ariel Vigors, 1826